# Loganine
La loganine est un hétéroside d'iridoïde, de formule C17H26O10. Il est nommé d'après la famille des Loganiaceae puisqu'il a été isolé en premier chez une espèce de cette famille, Strychnos nux-vomica.
Ce métabolite végétal est également présent chez Strychnos axillaris, Lonicera japonica, Desfontainia spinosa et Alstonia boonei.

## Biochimie
La loganine est synthétisée par l'enzyme loganate O-méthyltransférase (en) (LAMT) à partir de l'acide loganique. C'est aussi un substrat de l'enzyme sécologanine synthase (en) qui produit la sécologanine, un séco-iridoïde qui permet de former les alcaloïdes indole-terpéniques.